# Dude, We're Getting the Band Back Together
«Dude, We're Getting the Band Back Together» (titulado «Sí, Vamos a Reunir a la Banda» en Hispanoamérica y «Tío, reunamos de nuevo la banda» en España) es el decimotercer episodio de la primera temporada de la serie de televisión animada estadounidense Phineas y Ferb. Fue coescrito por Bobby Gaylor y Martin Olson, con guiones de Chris Headrick y Chong Lee. Dan Povenmire, el creador, se encargó de la realización, Povenmire y Headrick habían colaborado anteriormente en Hare and Loathing in Las Vegas (2004). Se emitió por primera vez en Disney Channel en los Estados Unidos el 8 de marzo de 2008. Además del reparto habitual, contó con la participación de tres actores: Jaret Reddick, Carlos Alazraqui y Steve Zahn.
La trama se centra en los hermanos Phineas Flynn y Ferb Fletcher que procuran reunir a la banda Love Händel para que puedan apaciguar la relación de sus padres Lawrence y Linda en el día de su aniversario de boda. Mientras tanto, el Dr. Heinz Doofenshmirtz intenta organizar una fiesta de cumpleaños para su hija Vanessa, pero es interrumpido por Perry el Ornitorrinco, su archienemigo.
«Dude, We're Getting the Band Back Together» recibió elogios de los críticos especializados en televisión, así como por los seguidores de la serie, y es señalado como uno de los favoritos de los espectadores y de los miembros del equipo de producción. En la 60.ª ceremonia anual de los premios Primetime Emmy, «I Ain't Got Rhythm», una de las canciones del episodio, le valió a Phineas y Ferb su única nominación en la categoría «Mejor música y letra originales» en 2008.

## Trama
Los padres de Phineas y Ferb, Linda y Lawrence, discuten porque Lawrence se ha olvidado del evento celebrado ese día, que más tarde se revela que es su aniversario de boda. Entonces, él va al garaje en busca de un regalo, solo para descubrir un viejo álbum de la banda Love Händel, y les explica a los niños que él y Linda se dieron su primer beso en el concierto de despedida. Se entristece porque le gustaría revivir ese momento. Después de que los niños ven un episodio de una serie inspirada en Where Are They Now? en el que el tema es Love Händel, deciden volver a reunir al grupo. Candance se encarga de mantener a Linda fuera de casa para que sus hermanos puedan encontrar a los miembros. Danny, el vocalista, aceptó inmediatamente la idea después de una canción. Los otros miembros, el bajista Bobbi y el baterista Swampy, no son tan fáciles de convencer, pero finalmente también aceptan a través de la música. Luego de que Lawrence entre en desesperación por un suceso que culmina en un incendio, Phineas y Ferb lo tranquilizan y le revelan que han conseguido reunir a la banda. Al llegar a la casa de la familia Fletcher, la banda discute tras un intento de ensayo y se pone nerviosa al oír el ruido del público. Linda regresa a casa con Candance en el mismo momento en que Love Händel comienza a tocar, y finalmente se reconcilia con su marido.
Mientras tanto, Perry el Ornitorrinco, mascota de la familia Fletcher y agente secreto, irrumpe en la guarida de su archienemigo, el Dr. Doofenshmirtz, pero descubre que este solo está organizando la fiesta del decimosexto cumpleaños de su hija Vanessa. Le explica que ha estado intentando darle los mejores regalos imaginables, pero que nunca ha conseguido satisfacerla. Entonces, Perry decide dejar a un lado sus diferencias y le ayuda a organizar la fiesta. Sin embargo, más tarde, Doofenshmirtz encadena a Perry a un cohete gigante y le explica que va a cerrar la fiesta lanzando fuegos artificiales y matándolo al mismo tiempo. Cuando Vanessa llega, odia la decoración «infantil» y teme quedar humillada ante sus amigos góticos. Al fracasar una vez más al intentar un nuevo adorno para la celebración de su hija, Doofenshmirtz decide encender el cohete de Perry para animarle el ánimo, pero el ornitorrinco consigue liberarse y lucha con el doctor, que, a su vez, acaba encadenado al proyectil, cuya explosión crea un ambiente postapocalíptico, para gran alegría de los amigos de Vanessa, que agradece a su padre por haber conseguido finalmente organizar una fiesta que le gusta y también a Perry por su ayuda.

## Producción

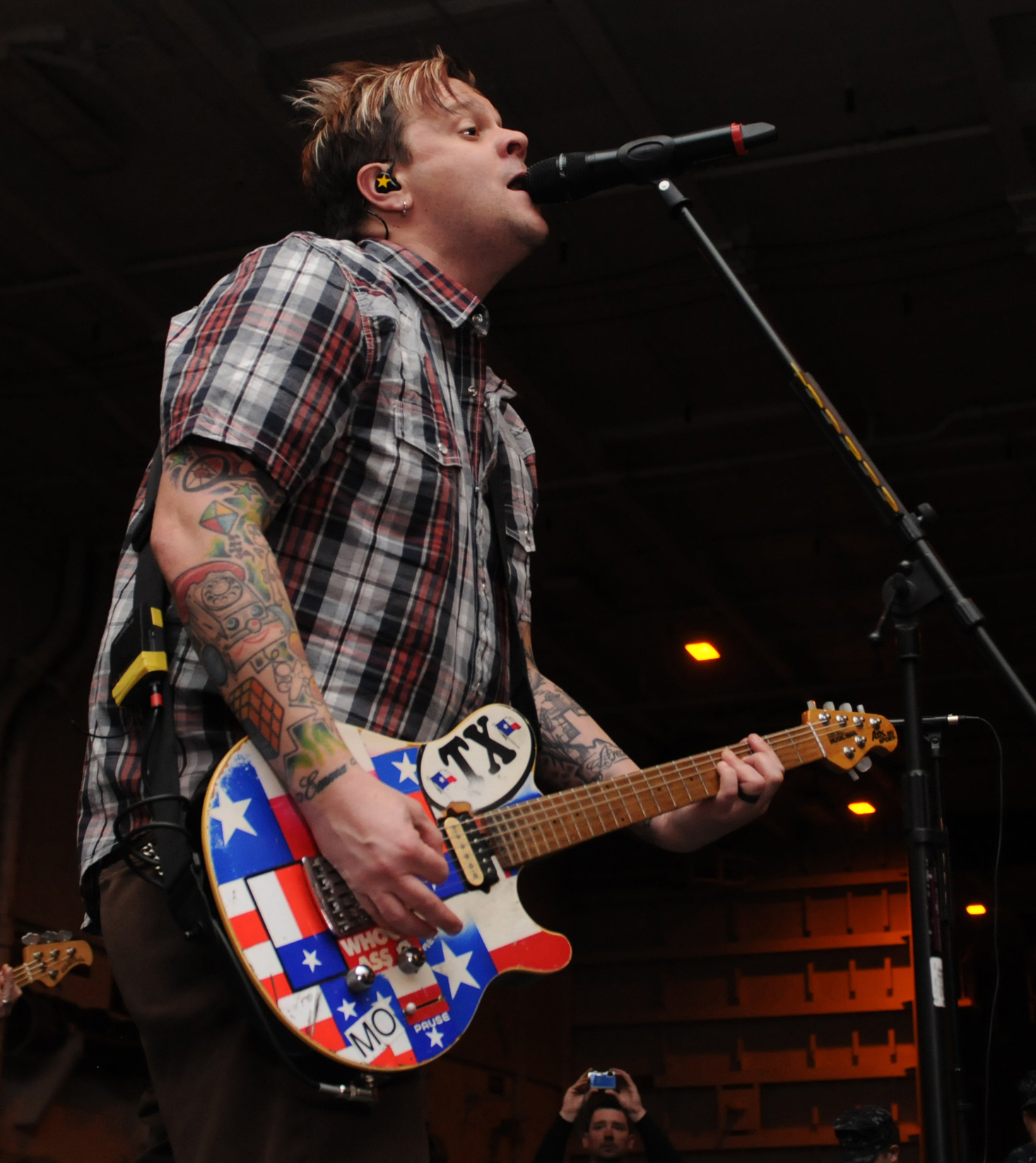
Jaret Reddick, líder de la banda Bowling for Soup e intérprete del tema principal de Phineas y Ferb, nominado a un premio Emmy, hizo una aparición en el episodio como Danny, vocalista de Love Händel.

«Dude, We're Getting the Band Back Together» fue escrito por Bobby Gaylor y Martin Olson, con guiones de Chris Headrick y Chong Lee. Dan Povenmire, creador de la serie, se encargó de la realización, Povenmire y Headrick habían colaborado anteriormente en Hare and Loathing in Las Vegas (2004), un cortometraje de la franquicia Looney Tunes lanzado directamente en vídeo.
La personalidad de cada miembro del grupo musical Love Händel se inspiró en integrantes del equipo de producción, que también habían trabajado como músicos anteriormente. Danny se basó y se nombró en honor a Povenmire, Bobbi Fabulous también se llamó así por Gaylor, al igual que Swampy en Jeff «Swampy» Marsh, el cocreador. Tanto Povenmire como Marsh laboraron en diferentes agrupaciones en Los Ángeles, California, durante más de una década. Gaylor era un artista de spoken word que tocaba tanto música pop y rock, y llegó a grabar un álbum titulado Fuzzatronic Dreams.
Además de los dobladores que forman parte del reparto habitual, «Dude, We're Getting the Band Back Together» contó con la participación de tres actores que prestaron su voz a los miembros de Love Händel: Jaret Reddick, líder de la banda Bowling for Soup e intérprete del tema principal de la serie, nominado a un premio Emmy; Carlos Alazraqui y Steve Zahn. Love Händel volvería más tarde a aparecer en «Thaddeus and Thor», un capítulo de la segunda temporada en el que Doofenshmirtz canta sobre su infancia al son de «Snuck Your Way into My Heart» y luego presenta a la banda para terminarla. A continuación, se jacta ante Perry de tener al grupo en su «historia de fondo». La agrupación fue vista posteriormente en «Phineas and Ferb: Summer Belongs To You!» donde cantaron dos canciones: «Bouncin' Around the World» y «The Ballad of Klimpaloon», esta última solo disponible en la banda sonora del programa. También participó en la tonada «Carpe Diem» del episodio «Rollercoaster: The Musical!».

## Recepción

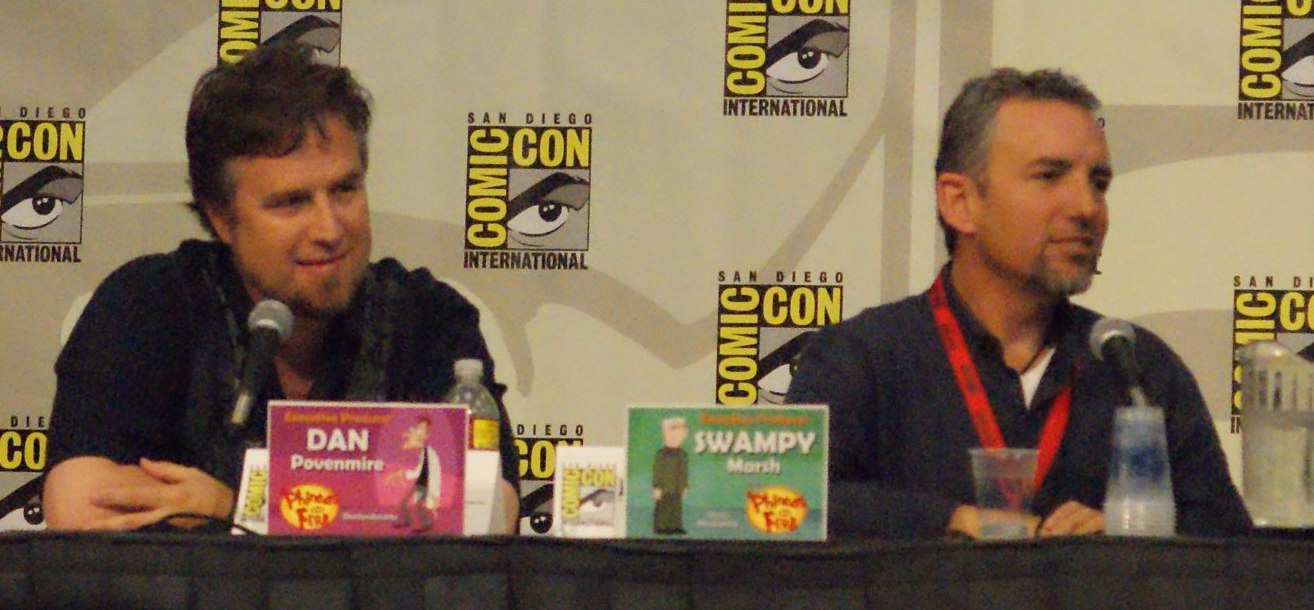
«Dude, We're Getting the Band Back Together» es uno de los episodios favoritos tanto de Dan Povenmire (izquierda) como de Jeff «Swampy» Marsh, creadores de Phineas y Ferb.

El episodio recibió elogios de los críticos especializados en televisión, así como de los seguidores. Steve Fritz, reportero del portal Newsarama, lo describió como uno de los favoritos de los fanáticos, elogiándolo por mostrar «formas increíbles de jugar con los límites de la fórmula [de la serie], aportando constantemente ideas diferentes y refrescantes». popular entre los miembros del equipo; Povenmire reveló que era uno de sus favoritos y de Marsh, destacaron la calidad de las canciones, el «conmovedor» final y el «buen sentimiento» de la trama. En abril de 2009, Marsh situó  «Dude, We're Getting the Band Back Together» y «The Chronicles of Meap» en el segundo puesto de su lista de capítulos favoritos.

«Es nuestro favorito [de los cocreadores]. Nos gustan todas las canciones. La historia tiene un buen trasfondo y es un poco conmovedora al final
—El cocreador Dan Povenmire comenta sobre el episodio.

En la 60.ª ceremonia anual de los premios Primetime Emmy, «I Ain't Got Rhythm» una de las canciones, le valió a Phineas y Ferb su única nominación en la categoría «Mejor música y letra originales» en 2008. Se le atribuyó los créditos a Danny Jacob por la música y a Marsh, Povenmire, Olson y Robert Hughes por la letra. Sin embargo, perdió el premio frente a «I'm Fucking Matt Damon», canción compuesta por Tony Barbieri, Sal Iacono, Wayne McClammy, Sarah Silverman y Dan Warner para el episodio «The 5th Year Anniversary Show» del programa de entrevistas Jimmy Kimmel Live!. Además, «I Ain't Got Rhythm» ocupó el octavo puesto en Phineas and Ferb's Musical Cliptastic Countdown (2009), una cuenta atrás de las mejores canciones de la primera temporada basada en los votos del público. Junto con «Fabulous» y «You Snuck Your Way Right Into My Heart», «I Ain't Got Rhythm» está disponible en la banda sonora del programa. «Danny's Story» y «Music Make Us Better», sin embargo, no se incluyeron.